# Гусев (город)
Гу́сев (до 1946 — Гу́мбиннен, нем. Gumbinnen; Гумби́ни, прусск. Gumbinni, Гумби́не) — город в Калининградской области России.
Расположен в 112 км от Калининграда. Город имеет европейскую планировку. Река Писса делит его на две части — правобережье «Старый город» и левобережье «Новый город», которые соединены двумя железобетонными автомобильными мостами и двумя пешеходными мостами.

## История

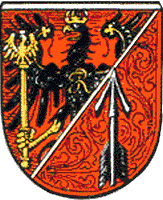
Герб Гумбиннена

Первое поселение, возникшее на месте будущего города, появилось в первых веках нашей эры. На его месте город возник значительно позднее, в первой четверти XVIII века. Он стал административным центром одноимённого района и обширного округа, занимавшего самую восточную часть бывшей Восточной Пруссии.
В 1539 году здесь впервые упоминается рыбацкая деревня Куллигкемен (нем. Kulligkehmen), в грамоте 1558 года говорится о поселении Писсеркайм («деревня на реке Писсе»). Первое упоминание названия Гумбиннен относится к 1580 году.
После Великой Чумы 1709—1711 годов Гумбиннен стал организационным центром переселения и колонизации. Рост и развитие города проходили под влиянием миграционных потоков из Зальцбурга, Франции (гугеноты), Швейцарии (кальвинисты), Голландии (меннониты), Шотландии, Литвы, Польши и множества немецких княжеств.
14 марта 1724 года Фридрих-Вильгельм I утвердил Гумбиннен как место пребывания образованной 22 ноября 1723 «Литовской депутации» — органа управления литовской, восточной, половиной Восточной Пруссии. С этого момента и до 1945 года здесь располагалось правительство самого восточного округа государства.
День первого заседания городского магистрата был установлен днём основания города — 25 мая 1724 года.
В 1730—1740 годах все главные улицы города были вымощены, главным образом, за счёт государства.

### Хронология событий
- 1725 — поселение получает права города от короля Пруссии Фридриха Вильгельма I
- 1732 — Прибытие переселенцев из Зальцбургского округа Австрии.
- 13 января 1758 — 5 мая 1762 — Гумбиннен подчинён русскому правительству.
- 1770 — Сильное наводнение, в результате которого были затоплены одна треть старого города и весь новый город.
- 1812, 18-20 июня — В Гумбиннене останавливался Наполеон I, где уточнял разработанные планы нападения на Россию.
- 1813 — российские войска освободили город от французов.
- 1818 — создание округа Гумбиннен
- 1821 — основаны Сельскохозяйственное общество Литвы и сельскохозяйственный окружной союз Гумбиннен
- 1827 — учреждён Лидертафель — один из старейших мужских хоров Восточной Пруссии
- 1832 — вышел журнал «Георгина»
- 1832—1836 — постройка Шинкелем старого здания правительства.
- 1835 — открытие памятника основателю города Фридриху-Вильгельму I по проекту Кристиана Рауха.
- 1840 — построено новое здание Зальцбургской церкви.
- 1860 — Строительство железной дороги.
- 1860 — основано Объединение машиностроителей.
- 1866 — введён в эксплуатацию газовый завод.
- 1872 — основана сельскохозяйственная школа.
- 1885 — постройка городской скотобойни
- 1890 — построены пехотные и артиллерийские казармы.
- 1898 — построено новое здание ратуши.
- 1900 — основан городской парк Фихтенвальде.
- 1901 — основан теннисный клуб (второй в Восточной Пруссии) в «Отель дю Норд». Построена католическая церковь.
- 1902 — построено новое здание суда.
- 1903 — построено новое здание Фридрихс-шуле.
- 1904 — каретный мастер Эмиль Каршук основал школу ремёсел.
- 1907 — основан футбольный клуб «Пруссия» (18 апреля)
- 1908 — построена железная дорога Гумбиннен—Веркирхен
- 1908—1911 — проведение городской канализации
- 1911 — постройка на центральной площади нового здания правительства
- 1912 — на городской площади установлена статуя лося
- 1912—1914 — постройка железной дороги Гумбиннен-Ангерапп
- 1914 — Гумбинненский прорыв, который увенчался разгромом противника и взятием города.
- 1944, октябрь — Гумбинненская наступательная операция.
- 1945, январь — Гумбинненский прорыв.
- 1945, 21 января — Войска Третьего Белорусского фронта штурмом овладели г. Гумбинненом.
- 1946, 7 сентября — Гумбиннен переименован в город Гусев[5], в честь героически погибшего С. И. Гусева[6].
- 2009 — В город проведён природный газ.
- 2010 — Часть домов переведена с сжиженного газа на природный. Частный сектор в большинстве своём топится дровами и углём.
- 2012 — В Гусеве есть несколько улиц, вымощенных булыжником. На остальных улицах проложен асфальт.
- 2016 — 27 ноября, открыли Храм Всех Святых, возведённый в память о погибших в годы Первой мировой войны.
- 2019 — Произошла реконструкция центральной площади города. Памятник Ленина был демонтирован и перенесён в сквер администрации[7], а вместо этого была образован монумент «Русская победа спасла Париж» с золотым ангелом-хранителем[8][9].

## Климат города
Климат переходный от морского к умеренно континентальному. Мягкая зима, умеренно тёплое лето. Температура января −2 ºС...−4 ºС, июля — +17 ºС...+20 ºС. Среднегодовое количество осадков составляет около 700 мм в год; с максимумом в августе и минимумом в марте−апреле.
- Среднегодовая температура воздуха — 7,7 °C
- Средняя скорость ветра — 3,3 м/с

| Показатель                    | Янв. | Фев. | Март | Апр. | Май  | Июнь | Июль | Авг. | Сен. | Окт. | Нояб. | Дек. | Год  |
| ----------------------------- | ---- | ---- | ---- | ---- | ---- | ---- | ---- | ---- | ---- | ---- | ----- | ---- | ---- |
| Средний суточный максимум, °C | −0,1 | 0,6  | 4,2  | 11,7 | 18,1 | 20,9 | 23,3 | 22,8 | 17,1 | 11,5 | 4,3   | 0,6  | 11,3 |
| Средняя температура, °C       | −2,9 | −2,4 | 1,0  | 7,3  | 13,1 | 16,2 | 18,7 | 18,4 | 13,4 | 8,4  | 2,1   | −2   | 7,7  |
| Средний суточный минимум, °C  | −5,8 | −5,6 | −2,1 | 2,8  | 7,3  | 10,8 | 13,4 | 13,6 | 9,7  | 5,5  | −0,3  | −4,7 | 3,8  |
| Источник: Метеостатистика     |      |      |      |      |      |      |      |      |      |      |       |      |      |

## Население
| 1959    | 1967    | 1970    | 1979    | 1989    | 1992    | 1996    | 1998    | 2000    | 2001    | 2002    |
| ------- | ------- | ------- | ------- | ------- | ------- | ------- | ------- | ------- | ------- | ------- |
| 14 174  | ↗20 000 | ↗22 053 | ↗24 574 | ↗27 031 | ↗27 700 | ↗28 200 | ↘28 000 | ↘27 900 | ↘27 800 | ↗28 467 |
| 2003    | 2005    | 2006    | 2007    | 2008    | 2009    | 2010    | 2011    | 2012    | 2013    | 2014    |
| ↗28 500 | ↘28 100 | →28 100 | ↘28 000 | →28 000 | ↗28 063 | ↗28 260 | ↗28 300 | ↗28 542 | ↘28 534 | ↘28 508 |
| 2015    | 2016    | 2017    | 2018    | 2019    | 2020    | 2021    | 2023    |         |         |         |
| ↗28 511 | ↘28 204 | ↗28 257 | ↗28 300 | ↗28 307 | ↗28 484 | ↗29 234 | ↘28 820 |         |         |         |

На 1 января 2025 года по численности населения город находился на 510-м месте из 1124 городов Российской Федерации.
Национальный состав
По итогам переписи населения 2020 года проживали следующие национальности (национальности менее 0,1 % и другое, см. в сноске к строке «Другие»):
| Национальность | Численность, чел. | Доля     |
| -------------- | ----------------- | -------- |
| Русские        | 25 602            | 87,58 %  |
| Украинцы       | 279               | 0,95 %   |
| Белорусы       | 247               | 0,84 %   |
| Литовцы        | 132               | 0,45 %   |
| Немцы          | 116               | 0,40 %   |
| Армяне         | 111               | 0,38 %   |
| Азербайджанцы  | 99                | 0,34 %   |
| Татары         | 87                | 0,30 %   |
| Цыгане         | 49                | 0,17 %   |
| Поляки         | 35                | 0,12 %   |
| Другие         | 2477              | 8,47 %   |
| Итого          | 29 234            | 100,00 % |

## Промышленность
Город всегда был промышленным центром.
До войны здесь располагались множество промышленных предприятий. Среди которых завод сельскохозяйственных машин, газовый завод, паровозное депо, цех по сборке электрооборудования завода «Опель», мебельная фабрика, четыре кирпичных завода. Пищевая промышленность была представлена пивным заводом, двумя мельницами, сыродельным и маслодельным заводами.
В советское время город продолжал оставаться промышленным центром. В городе располагались завод светотехнической арматуры, завод «Микродвигатель», фабрика «Чайка»[что?], ТЭЦ, маслосырзавод. После Перестройки многие промышленные предприятия пришли в упадок.
В начале XXI века начинается медленно восстановление промышленности. В партнёрстве с Евросоюзом в городе строится завод по очистке сточных вод. 
С 2008 года в г. Гусев реализуется проект по созданию инновационного кластера Технополиса GS. В 2009 году открыты первые заводы в его составе: НПО «Цифровые телевизионные системы» (производство телевизионных приставок) и «Пранкор» (производство корпусов ТВ-приёмников). В 2010 году открыто два новых производства: домостроительный комбинат «Белый ключ» и Первая картонажная фабрика. В 2012 году введён в эксплуатацию GS Nanotech — центр разработки и производства микроэлектроники (накопители SSD).

## Транспорт
В Гусеве расположена одноимённая станция Калининградской железной дороги. Эта станция относится к железнодорожной линии Калининград—Черняховск—Чернышевское (литовская граница).

## СМИ
- В Гусеве со 2 ноября 1947 года выходит газета «За доблестный труд»
- С 2013 года из города Гусева вещает радиостанция «Радио на востоке 95,8 FM»[37].

## Достопримечательности

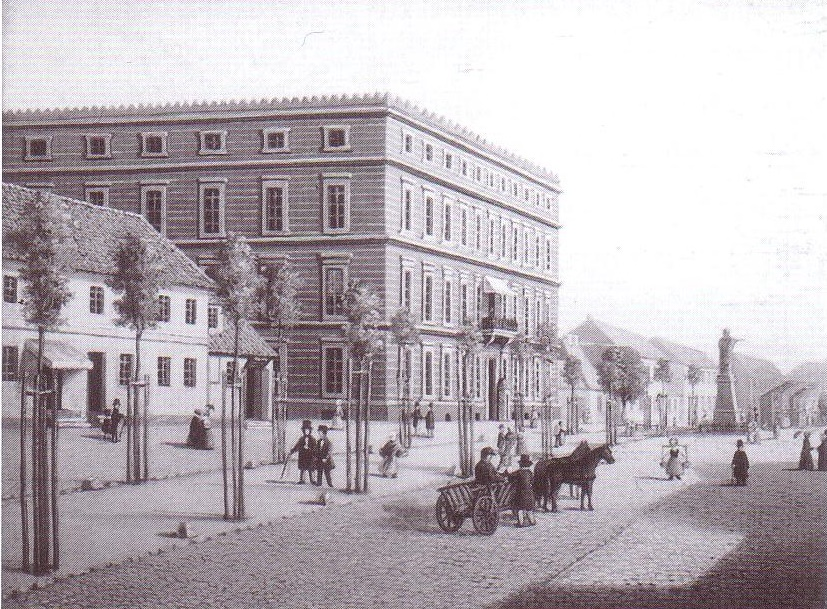
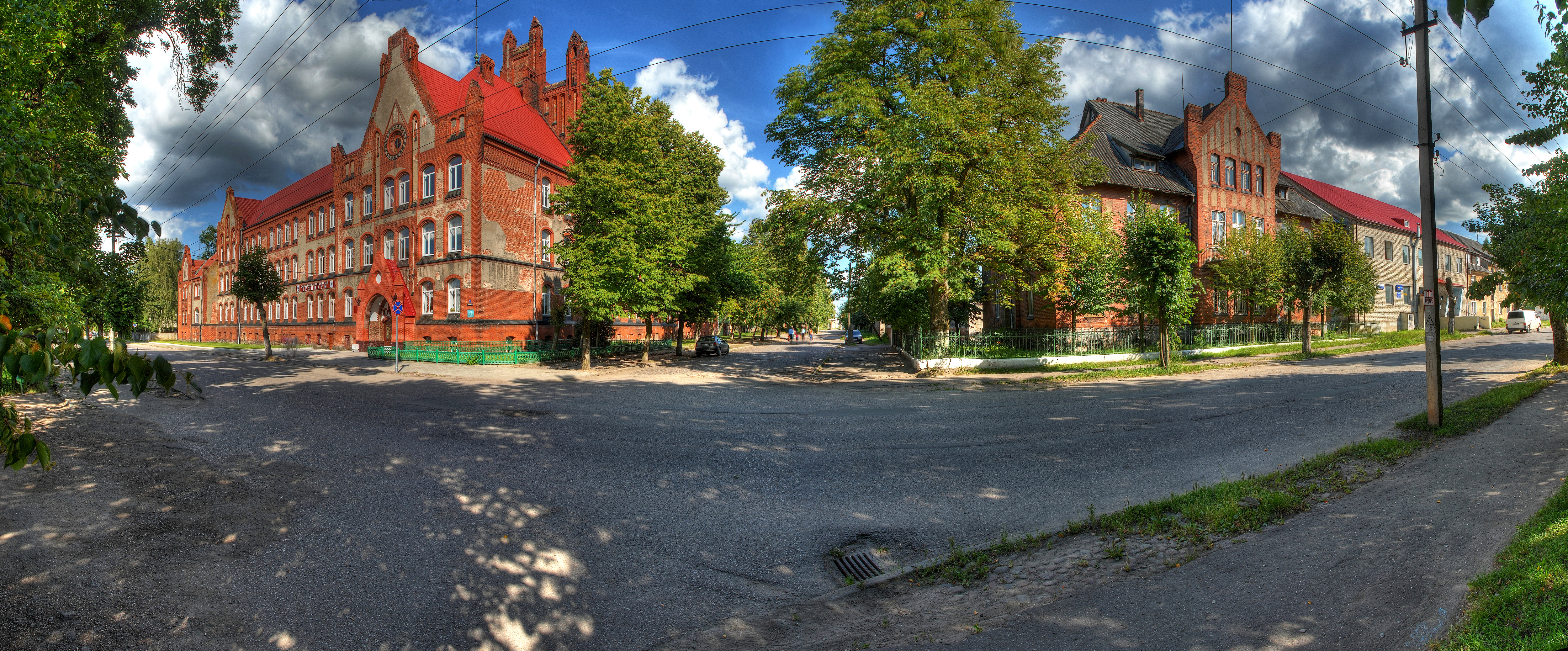
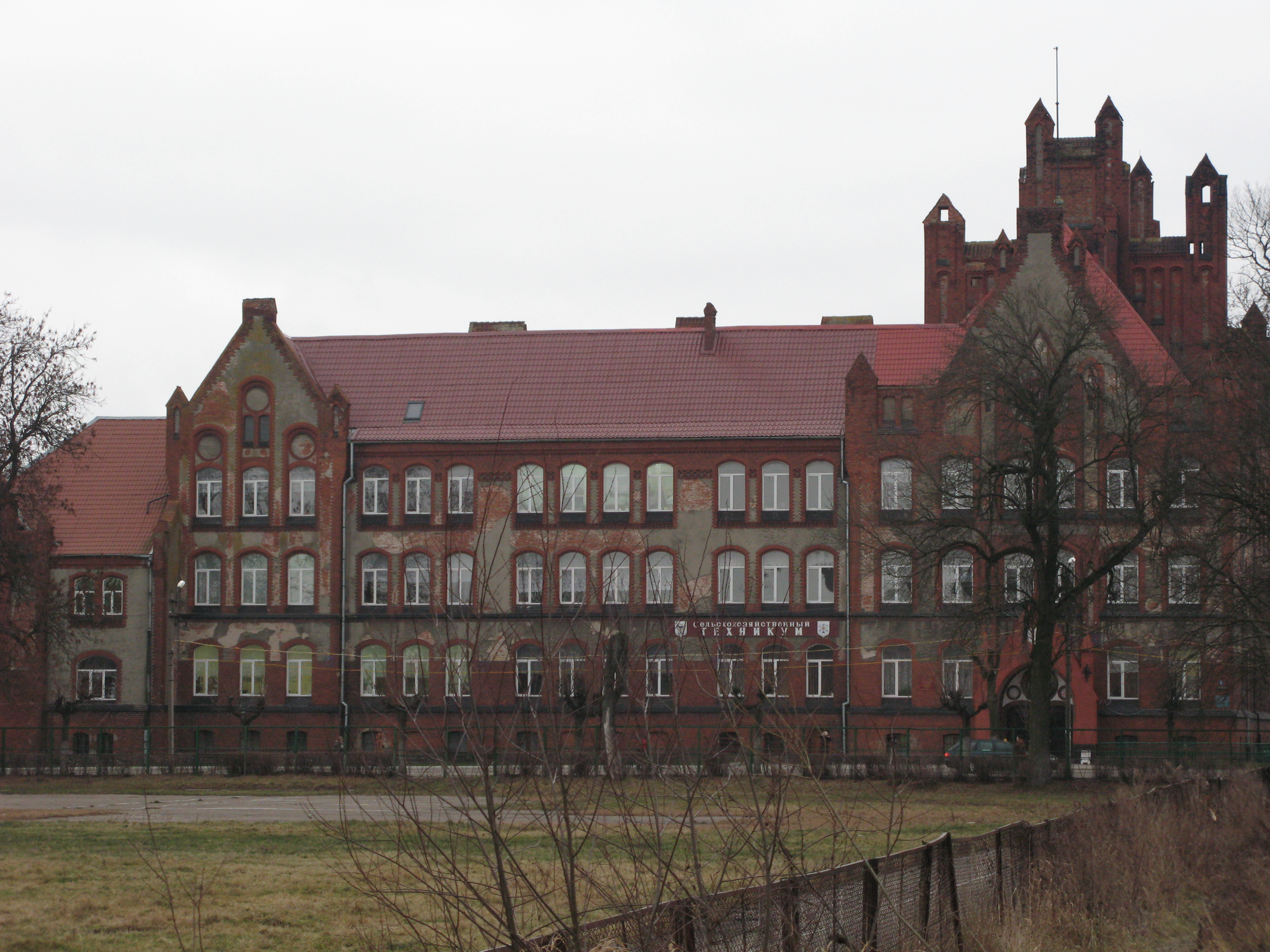
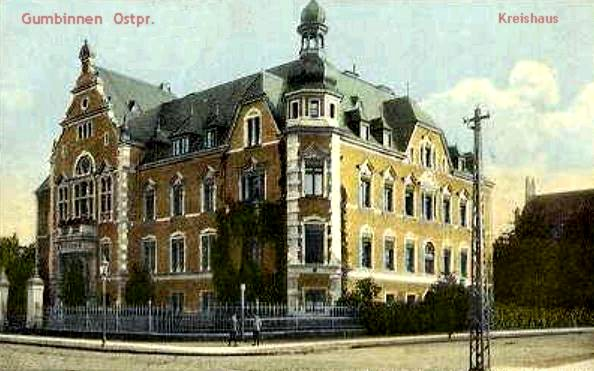
Крайсхаус Гумбиннена
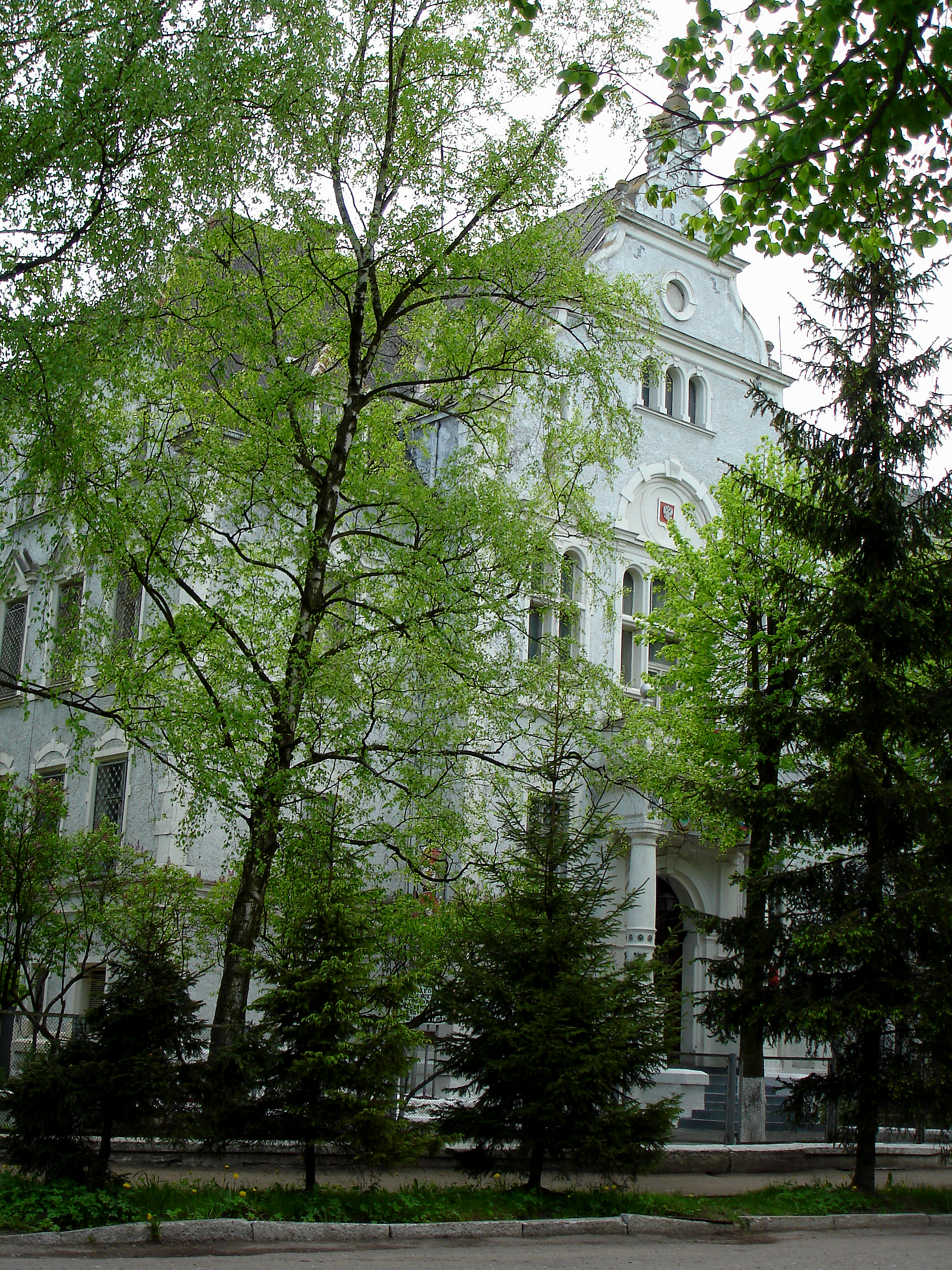
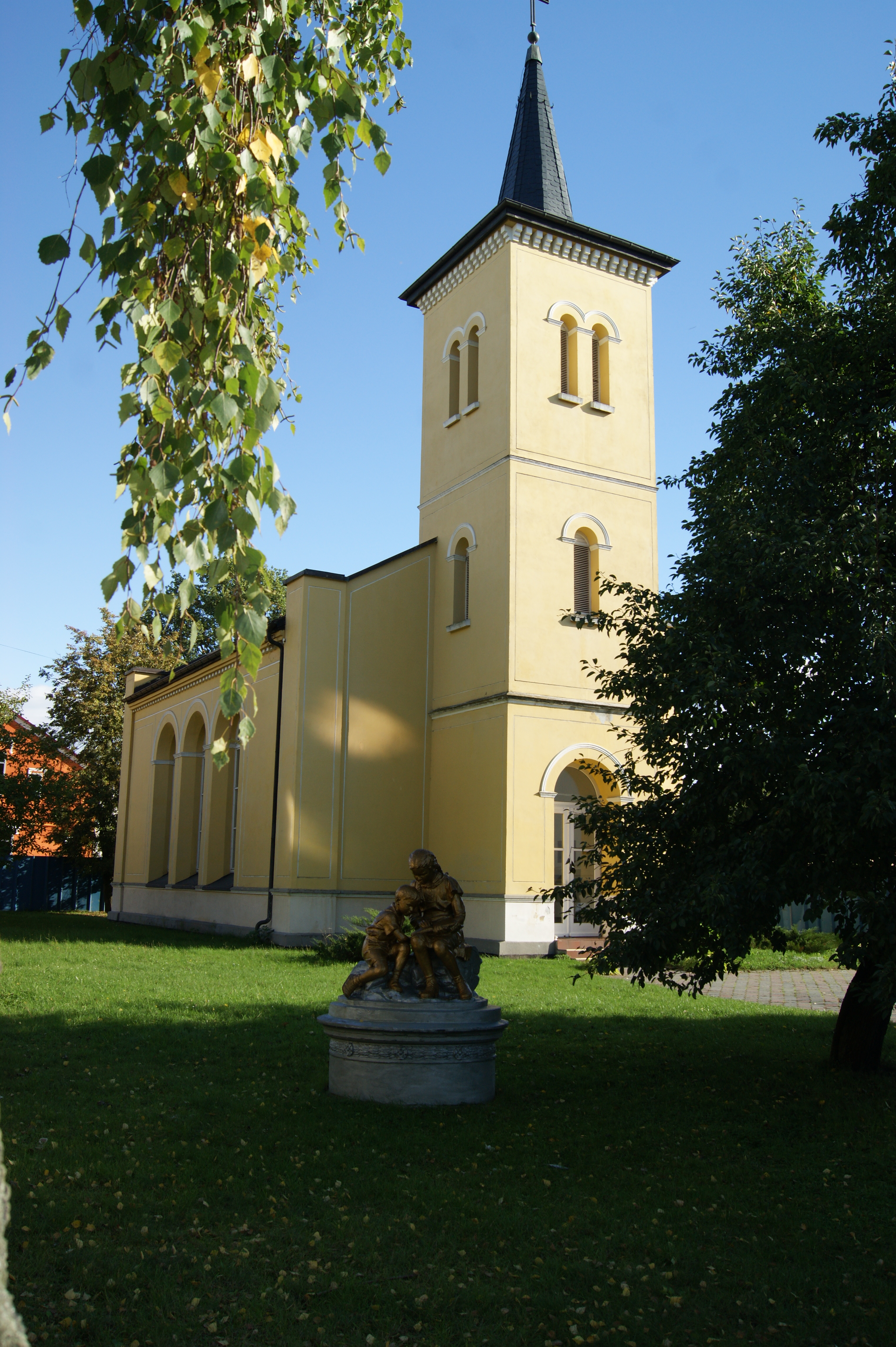
Зальцбургская кирха
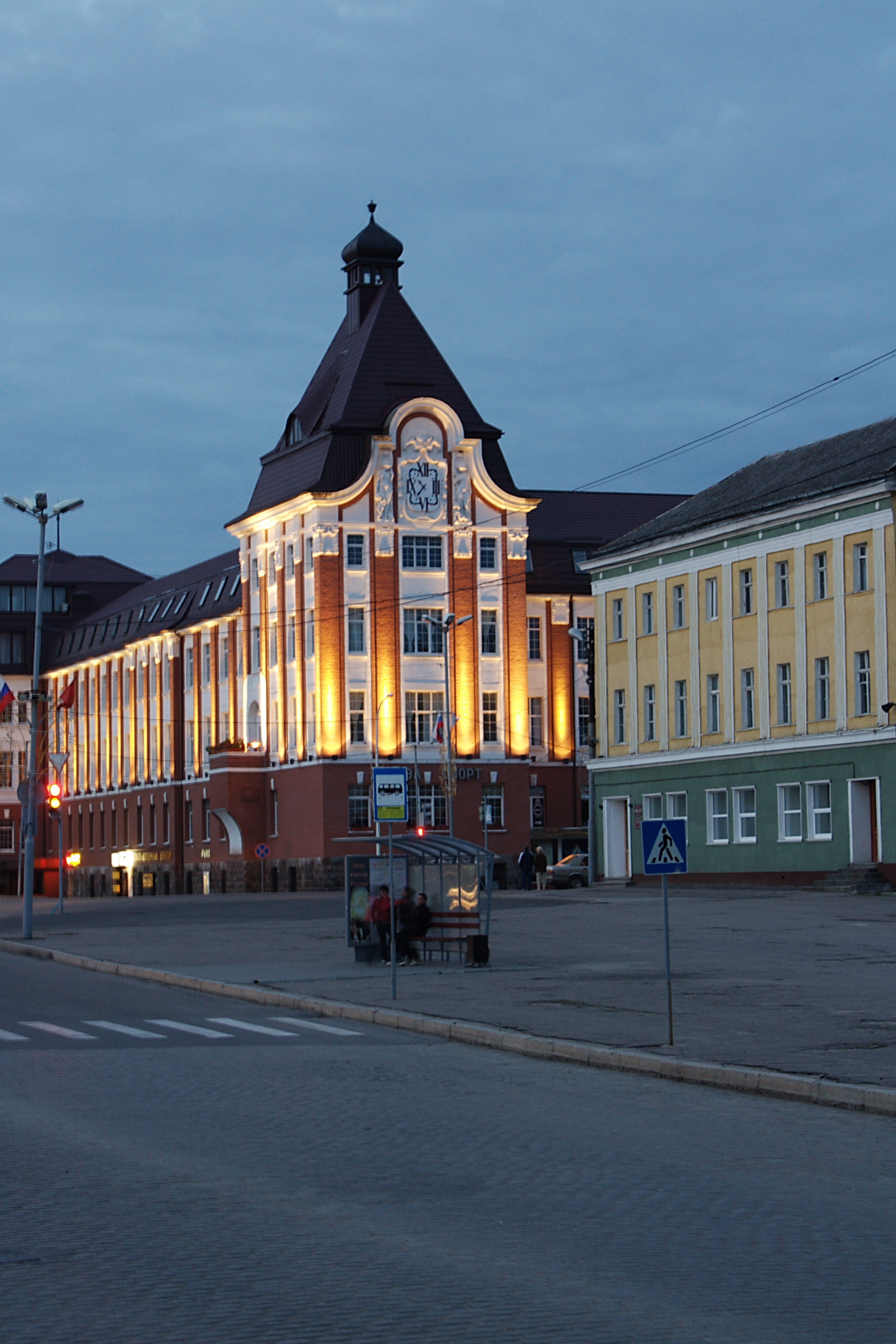
Бывшее здание администрации округа Гумбиненн
Статуя лося
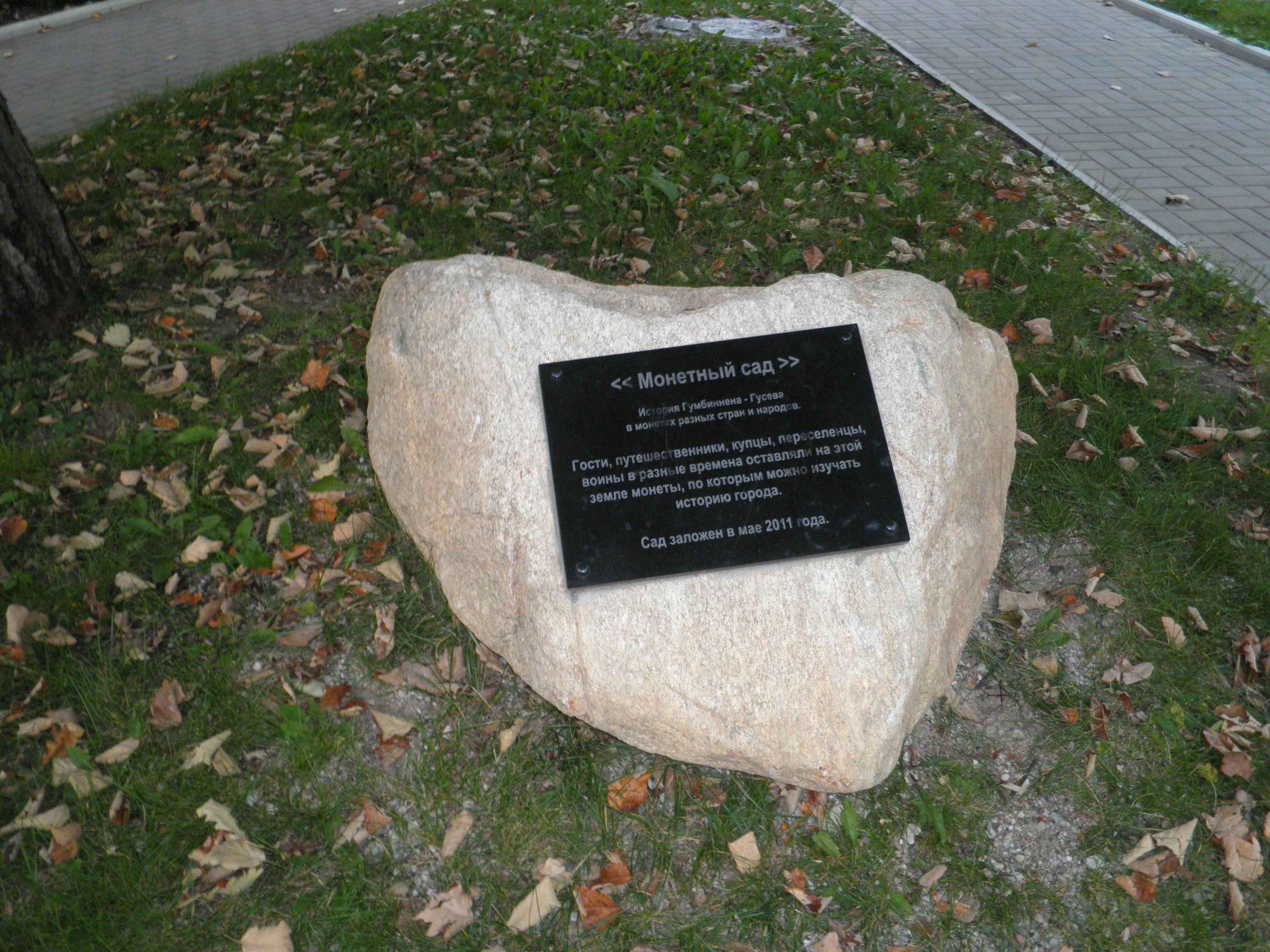
Монетный сад
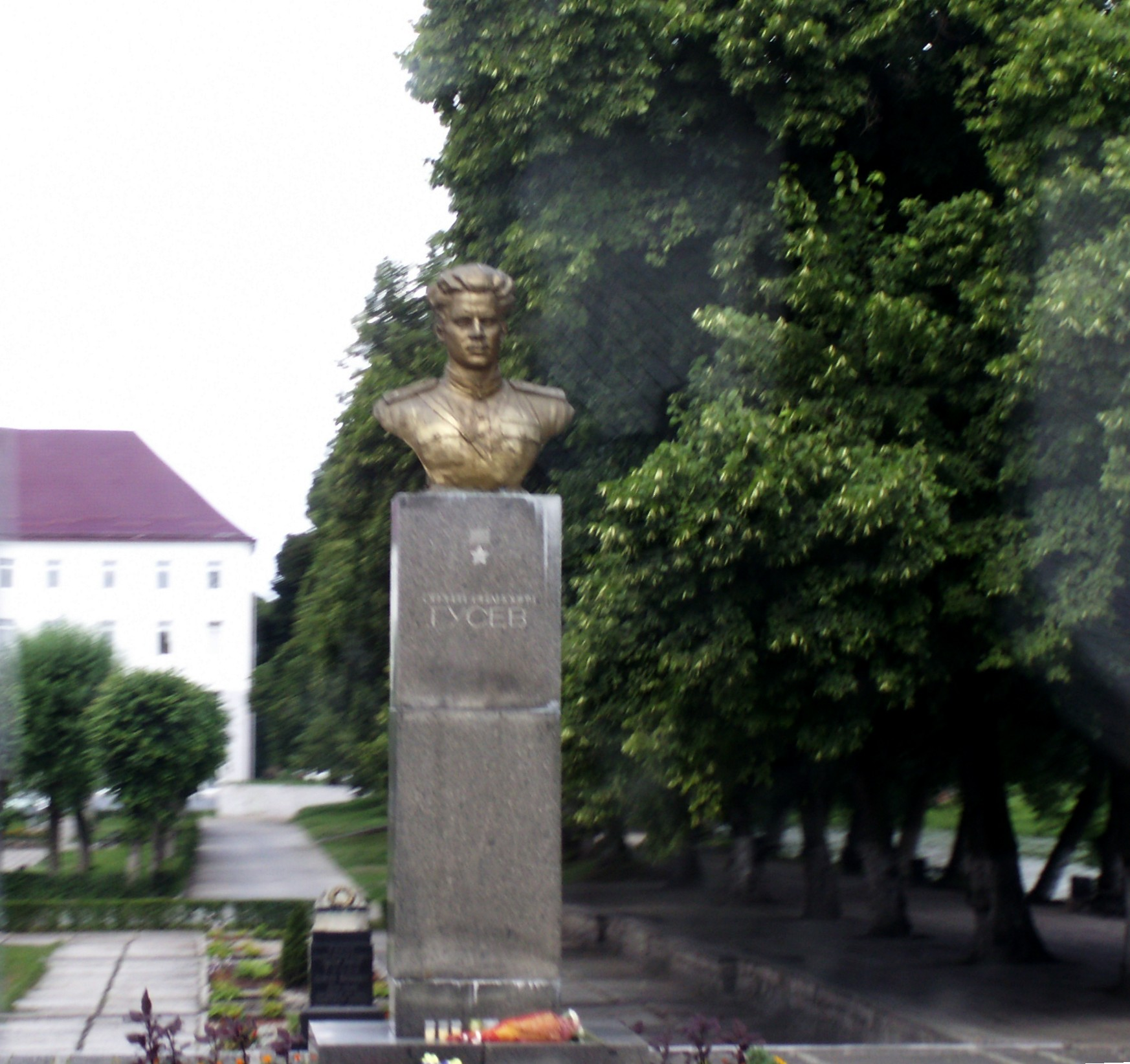
Памятник С.И. Гусеву
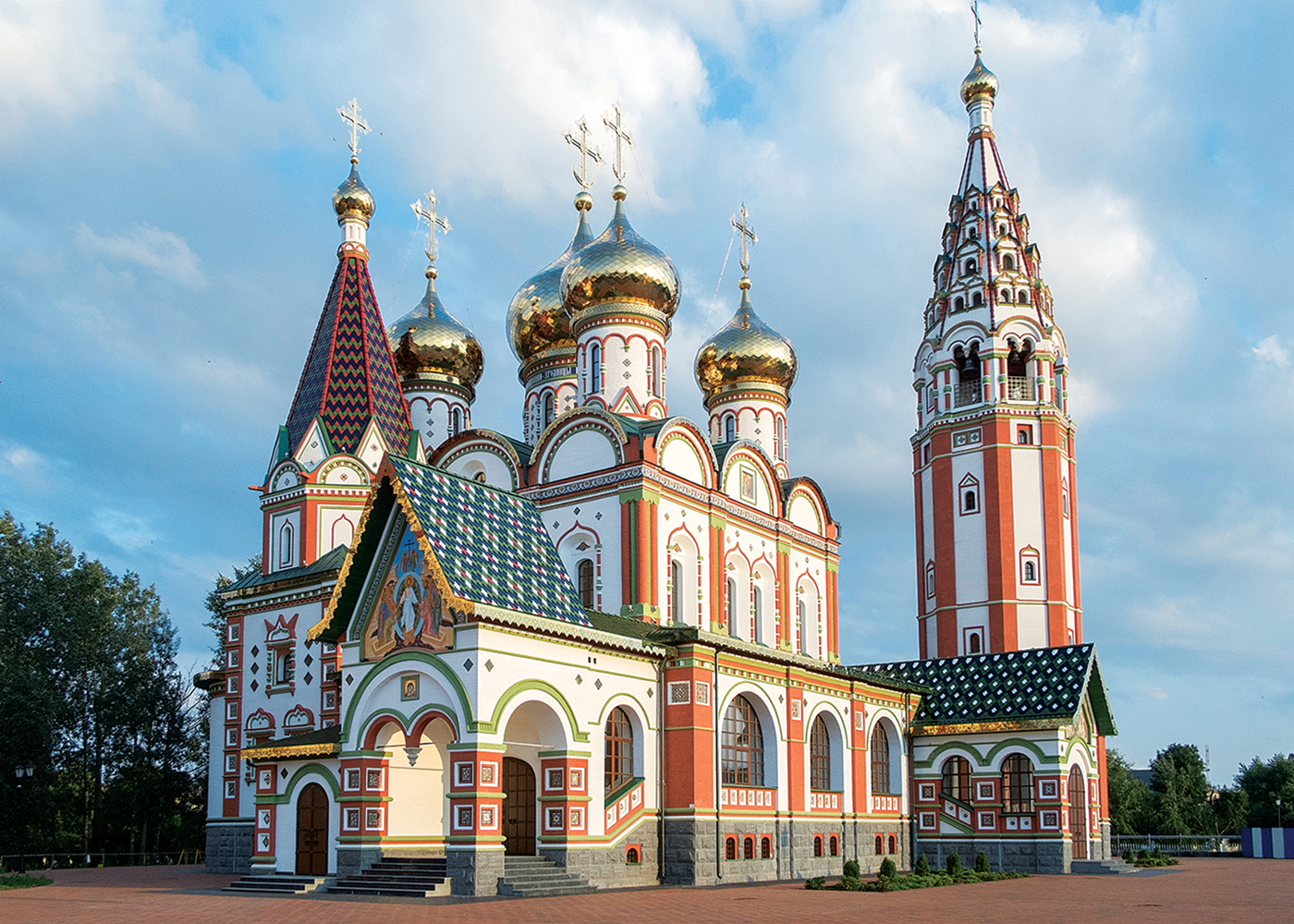
Храм Всех Святых

- Собор Всех Святых памяти павших в годы Первой мировой войны. Освящён в 2016 году. Архитектор Иван Канаев.
- Здание Гусевского агропромышленного колледжа, построенного в неоготическом стиле. 54°35′15″ с. ш. 22°12′12″ в. д.HGЯO
- Фреска Отто Хайхерта в актовом зале Гусевского агропромышленного колледжа. 54°35′15″ с. ш. 22°12′12″ в. д.HGЯO
- Здание Народного банка
- Здание фирмы «Аматэл» (бывш. Neuen Regirung, площадка завода «СТА») 1908—1910 г.
- Статуя лося — символа города, изображённого на гербе. История памятника.
- Зальцбургская кирха — действующая евангелическо-лютеранская кирха XIX века.
- Новый памятник Сергею Ивановичу Гусеву.
- Монетный сад, в котором выставлены макеты монет. Открыт в 2011 году[38].
- Памятник Гусевской районной газете «За доблестный труд». Поставлен газетой «За доблестный труд».
- Городской парк — бывшее немецкое кладбище, разграбленное и выровненное в 1970-х годах. Сейчас половину парка занимает физкультурно-оздоровительный комплекс имени Евгения Михайловича Попова. В Городском парке расположена мини-копия Эйфелевой башни.
- Монумент «Памяти забытой войны, изменившей ход истории», открыт в 2014 году к 100-летию Первой мировой войны.
- Памятник «Штыковая атака», открыт в 2014 году к 100-летию Первой мировой войны.
- Часовня на Воинском кладбище или Кладбище Героев — пересечении улиц Красноармейская и Молодёжная. На кладбище, кроме немцев, захоронено 177 русских воинов, погибших во время Первой мировой войны. В 1980-х годах кладбище полностью сровняли с землёй. Поверх костей русских и немецких воинов построены жилые дома, детский сад.
- Мемориальная доска П. К. Ренненкампфу[39]

## Известные уроженцы
- Фрида Юнг (1865—1929) — немецкая поэтесса.
- Ганс Пфундтнер (1881—1945) — статс-секретарь имперского министерства внутренних дел.
- Артур Штайнер (1885—1960) — кёнигсбергский скульптор-анималист.
- Готхард Хейнрици (1886—1971) — германский военачальник времён Первой и Второй мировых войн.
- Бруно Билер (1888—1966) — генерал пехоты.
- Бруно Диллеи (1913—1968) — пилот, награждён Рыцарским крестом Железного креста с Дубовыми листьями.
- Олег Газманов (род. 1951) — российский эстрадный певец и композитор.
- Николай Цуканов (род. 1965) — бывший губернатор Калининградской области в 2010—2016 годах.
- Владимир Вдовиченков (род. 1971) — российский актёр.
- Рамзан Белаев (род. 1990) — боксёр, чемпион мира по версиям IBF и WBF.

## Города-побратимы
- Польша: Олецко
- Беларусь: Кобрин[40]
- Россия: Бахчисарай[41]